# Амортизація
Амортизáція (лат. amortisation — погашення, сплата боргів) — те ж що і амортизаційні відрахування — процес поступового перенесення вартості основних засобів на продукт, що виготовляється з їх допомогою. Для заміщення зношеної частини основних засобів виробництва підприємства роблять амортизаційні відрахування, тобто відрахування певних грошових сум відповідно до розмірів фізичного і морального зносу засобів виробництва. Амортизаційні відрахування використовуються для повного відтворювання зношених основних фондів (на реновацію), а також для їх часткового відшкодування (на капітальний ремонт і модернізацію).

## Розрахунок амортизації
Амортизація обчислюється щомісяця у розмірі 1/12 частини річних норм, зараховуються до амортизаційного фонду і включаються у собівартість продукції або витрати обігу. 
Амортизаційні відрахування залежать від:
- Методів амортизації або норм амортизації;
- Амортизаційного періоду;
- Балансової вартості основних засобів.

Нарахування амортизації починається з місяця, що настає за місяцем, у якому об’єкт необоротних активів став придатним для використання.
Вимоги до амортизації:
- Вартість об’єкта, що амортизується повинна списуватись систематично протягом строку корисного використання;
- Метод амортизації, який використовується повинен відображати процес споживання підприємства та економічних вигод, що одержується від об’єкта.

Метод амортизації об’єкта основних засобів обирається підприємством самостійно, з урахуванням очікуваного способу одержання економічних вигод від його використання.
Термін амортизації або амортизаційний строк — дата, термін повного погашення вартості засобів виробництва за рахунок амортизації. За його допомогою обчислюється норма доктини.

## Приклади

### Амортизація основних фондів у гірничій промисловості
У гірничій промисловості амортизаційні відрахування на реновацію проводяться: 
- для спеціалізованих будівель, споруд (в тому числі гірничих виробок), пристроїв, термін служби яких обмежений часом виїмки запасів корисної копалини, за поточнними ставками;
- для інших видів основних фондів, термін служби яких визначається їх фактичною придатністю, за затвердженими нормами амортизаційних відрахувань на реновацію, що залежать від термінів служби.

Амортизаційні відрахування на капітальний ремонт і модернізацію в гірничій промисловості для всіх основних фондів нараховуються також за нормами амортизаційних відрахувань. Норми амортизаційних відрахувань на реновацію, а також на капітальний ремонт і модернізацію дорівнюють відношенню річної суми амортизаційних відрахувань до первинної (балансової) вартості основних фондів, виражаються у відсотках.

### Амортизація нафтових і газових свердловин
Амортизація нафтових і газових свердловин (рос. амортизация нефтяных и газовых скважин; англ. depreciation of oil and gas wells; нім. Abschreibung der Erdöl- und Erdgasbohrungen) — процес перенесення вартості свердловин на собівартість видобутих нафти і газу. Амортизаційні відрахування на повне відновлення газових і газоконденсатних свердловин проводяться за середніми нормами протягом 12 років; по нафтових, нагнітальних і контрольних свердловинах — протягом 15 років незалежно від фактичного терміну їх експлуатації. По свердловинах, тимчасово законсервованих в установленому порядку, амортизаційні відрахування в період консервації не здійснюються, термін амортизації по цих свердловинах збільшується на період їх консервації. По ліквідованих свердловинах амортизаційні відрахування на повне відновлення продовжують здійснюватися до повного перенесення початкової вартості на витрати виробництва.